# Imago (Zoologie)
Die Imago (Mehrzahl Imagines; ‚Bild‘) ist das aus den Jugendstadien hervorgegangene geschlechtsreife Insekt, die Adultform (Adultus).
Das erwachsene Tier wird als das „Bild der Art“ gedacht.
Gelegentlich gibt es auch die deutschen Bezeichnungen Vollkerf und Vollinsekt.
Bei den Insekten mit vollständiger Metamorphose (holometabole Insekten) handelt es sich um das Lebensstadium nach der Larvenzeit und der Puppenruhe. Über die Puppenruhe wird beispielsweise aus einem Engerling ein fertiger Käfer, aus einer Raupe ein Schmetterling.
Die Imagines häuten sich nicht mehr und können daher nicht mehr weiter wachsen. 
Bei Insekten mit unvollständiger Metamorphose (hemimetabole Insekten) wird ebenfalls das letzte Lebensstadium darunter verstanden, in welchem das Insekt über vollständig entwickelte Geschlechtsapparate verfügt.
Auch hat bei geflügelten Arten erst die Imago vollständig entwickelte Flügel.
Im Allgemeinen wächst das Insekt nicht mehr, lediglich der Hinterleib von eierproduzierenden Weibchen nimmt häufig noch an Umfang und Größe zu. 
Die Imago erbringt die Fortpflanzung.
Einige Arten verwenden dazu lediglich die zuvor erworbenen Energiereserven und verlieren die Fähigkeit zur Nahrungsaufnahme durch Reduktion der Mundwerkzeuge, andere nehmen weiterhin Nahrung auf.
Bei vielen Arten sterben die Imagines bald nach der Fortpflanzung: nach der Begattung die Männchen; nach der Eiablage – oft auch erst nach mehrfacher – die Weibchen.